# Кодзусима (село)

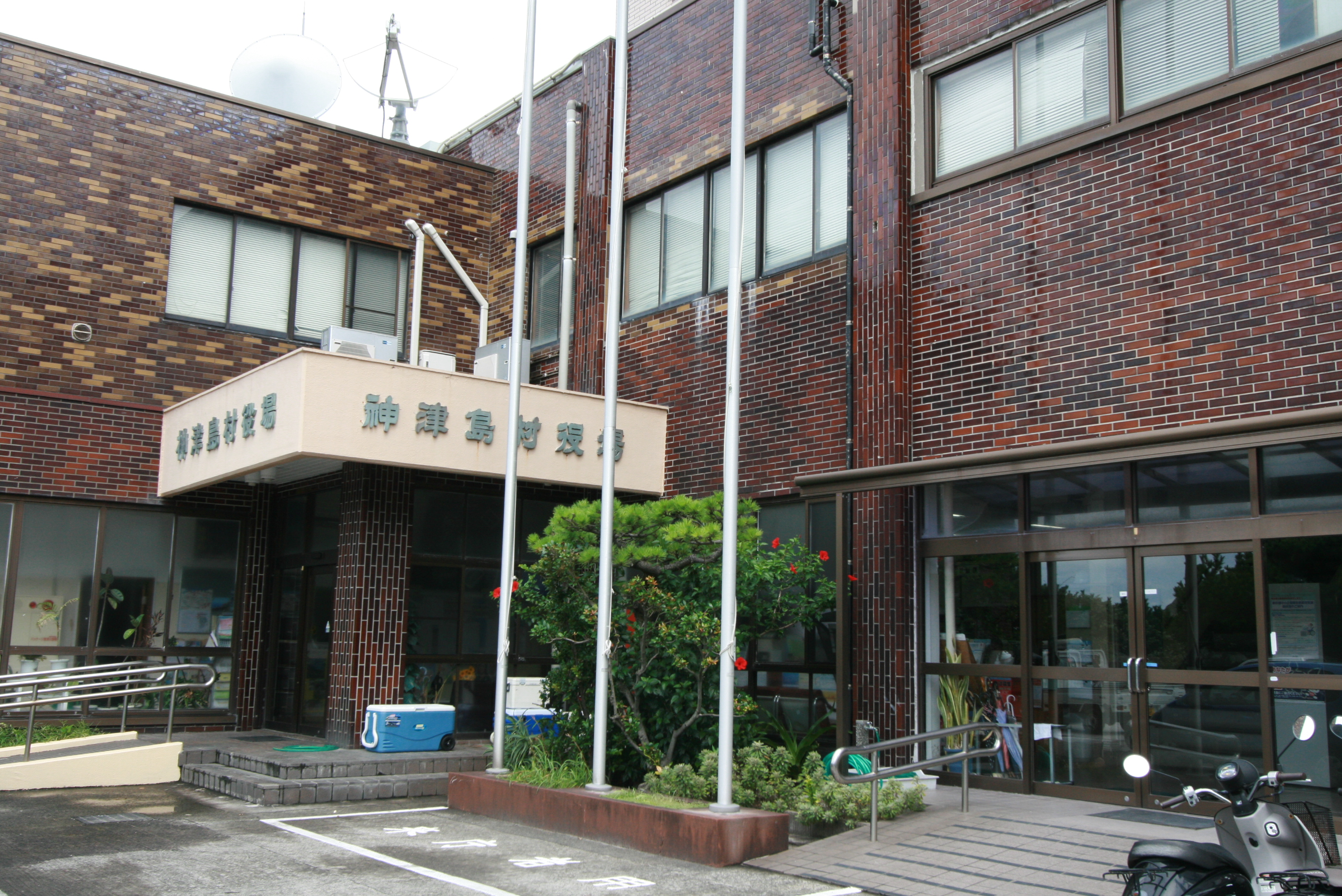
Мэрия села Кодзусима

Кодзусима (яп. 神津島村 Ко:дзусима-мура) — село в Японии, находящееся в округе Осима префектуры Токио. Площадь села составляет 18,87 км², население — 1857 человек (1 октября 2020), плотность населения — 98,41 чел./км².

## Географическое положение
Село расположено на острове Кодзусима в префектуре Токио региона Канто.

## Население
Население села составляет 1857 человек (1 октября 2020), а плотность — 98,41 чел./км². Изменение численности населения с 1980 по 2005 годы:
| 1980 | 2210 чел. |  |
| 1985 | 2281 чел. |  |
| 1990 | 2314 чел. |  |
| 1995 | 2276 чел. |  |
| 2000 | 2144 чел. |  |
| 2005 | 2068 чел. |  |